# Pellenes longimanus
Pellenes longimanus es una especie de araña saltarina del género Pellenes, familia Salticidae. Fue descrita científicamente por Emerton en 1913.
Habita en América del Norte, en los Estados Unidos (Nueva York).